# Mabesi-See
Der Mabesi-See (englisch Lake Mabesi) ist ein See bzw. Lagune in der Southern Province im westafrikanischen Sierra Leone.

## Beschreibung
Es handelt sich mit einer Fläche von 20,57 Quadratkilometern um den zweitgrößten See des Landes. Zu Hochwasserzeiten vergrößert er sich auf etwa 36 km². Der See ist maximal sieben Kilometer lang und fünf Kilometer breit.
Wie im benachbarten Mape-See handelt es sich um Brackwasser.  Der See ist, gemeinsam mit dem knapp sechs Kilometer südwestlich gelegenen Mape-See, dem größten See des Landes, als Nationalpark vorgeschlagen. Er soll eine Fläche von 75 Quadratkilometer haben.